# Akréfnio
Akréfnio, en grec moderne : Ακραίφνιο, est un village et ancien dème du district régional de Béotie, en Grèce-Centrale. Depuis 2010, il est fusionné au sein du dème d'Orchomène.
Selon le recensement de 2011, la population du dème compte 2 752 habitants tandis que celle du village s'élève à 1 058 habitants.